# Казино «Рояль» (фільм, 1954)
«Казино „Рояль“» (англ. Casino Royale) — це жива адаптація телевізіоного фільму 1954 одноіменного роману Яна Флемінга. Епізод серії драматургійних антологій Climax! — це перша екранна адаптація роману Джеймса Бонда та зірок Баррі Нельсона, Пітера Лорра та Лінди Крістіана. Незважаючи на те, що це означає перший екранний вигляд секретного агента, Бонд Нельсона виступає в якості американського шпигуна з «Об'єднаним розвідувальним агентством» і називається «Джиммі» кількома персонажами.

## У ролях
- Баррі Нельсон — Джеймс Бонд
- Пітера Лорре — Ле Шиффр
- Лінд Крістіан — Валері Матіс
- Майкл Пат — Фелікс Лейтер